# Rodolfo Stange Oelckers

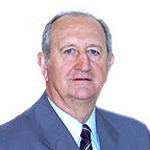
Rodolfo Stange Oelckers

Rodolfo Stange Oelckers (* 30. September 1925 in Puerto Montt; † 26. November 2023 in Santiago de Chile) war ein chilenischer Politiker, der als Senator tätig war. Er war Mitglied der Regierungsjunta, die Chile während der Diktatur von 1973 bis 1990 regierte, und vertrat die Polizei (Carabineros de Chile); 1998 wurde er zum Senator gewählt und beendete seine Amtszeit 2005.

## Biografie
Stange wurde in Puerto Montt, im Süden Chiles, geboren. Er war der Sohn von Osvaldo Stange und Ina Oelckers, deutscher Abstammung, und war Lutheraner. Aufgrund seiner Herkunft studierte er am Deutschen Institut in Puerto Montt und später im Liceo de Hombres. 1945 trat er in das Militär ein und zwei Jahre später in die Carabineros. Dank eines Stipendiums konnte Stange sein Universitätsstudium in Westdeutschland fortsetzen und wurde nach seiner Rückkehr Lehrer für Polizeiwissenschaften und Polizeiverwaltung.
Stange war mit Liliana Toro Oelckers verheiratet, mit der er drei Kinder, Sergio, Sonia und Carolina, hatte. Laut dem ehemaligen Innenminister, Enrique Krauss, war Stange Anhänger der Colo-Colo.
Rodolfo Stange starb am 26. November 2023 im Alter von 98 Jahren.

## Karriere
1970 wurde Stange zum Verwaltungschef der Schule der Carabineros ernannt. Später wurde er zum Coronel Director des Superior Institute of Carabineros ernannt. Nach dem chilenischen Staatsstreich von 1973, im 1977 wurde er Präsident der Bergbaugesellschaft von Vallenar. Während der Diktatur von Augusto Pinochet stieg Stange in der Hierarchie auf, bis er im Juni 1982 Generalunterdirektor der Polizei wurde.
Nach den politischen Folgen des Caso Degollados („Fall der aufgeschlitzten Kehlen“), als bekannt wurde, dass Carabineros für die Enthauptung dreier kommunistischer politischer Dissidenten verantwortlich waren, trat der Generaldirektor der Polizei César Mendoza Durán von seinem Posten zurück. Am 2. August 1985 wurde Stange als Mitglied der vierköpfigen Militärjunta „von Amts wegen“ in dieses Amt berufen. Stange blieb auch nach dem Ende von Pinochets Diktatur im Jahr 1990 Generaldirektor.
Nach Beendigung seiner Amtszeit als Generaldirektor der Carabineros im Jahr 1995 ging Stange weiter in die Politik. Er schloss sich der Unabhängige Demokratische Union an und wurde 1997 in den 17. Senatswahlkreis (Region Süd Los Lagos) gewählt. Während seiner Zeit im Senat, von 1998 bis 2006, arbeitete Stange zunächst in der Umweltkommission und der Kommission für maritime Angelegenheiten, Fischerei und Aquakultur mit. Später wurde er Mitglied der Kommission für Regierung, Dezentralisierung und Regionalisierung, der Kommission für öffentliche Arbeiten und der Sonderkommission für Sicherheit. Neben seiner Mitgliedschaft im Senat war Stange in der Landwirtschaft tätig und betrieb ein Import-/Exportgeschäft.